# Роман Бирки
Роман Бирки (Минсинген, 14. новембар 1990) је професионални швајцарски фудбалер, који игра на позицији голмана за Борусију Дортмунд као и за репрезентацију Швајцарске.

## Клупска каријера

### Швајцарска лига
Бирки је своју каријеру почео 2007. године као резервиста ФК Јанг Бојса. За ФК Тун је потписао 2009. године, а пола године касније прешао је у ФК Шафхаузен. У летњем прелазном року 2010. године вратио се у ФК Јанг Бојс, да би годину дана касније прешао у ФК Грасхопер. У почетку је био резервни голман али је касније постао и први голман свог тима. Био је на позајмици све док ФК Грасхопер није откупио његов уговор.

### ФК Фрајбург
Са Фрајбургом је уговор потписао 24. маја 2014. године.
У сезони 2014-15 наследио је Оливера Бојмана на голу свог тима. Одиграо је 34 утакмице, али није успео да спречи испадање тима у другу лигу.

### ФК Борусија Дортмунд
Са Борусијом је уговор потписао 14. јуна 2015. године. Дебитовао је 15. августа 2015. године, у победи свог тима над Борусијом Мехенгладбах. У 33 наступа за Борусију, несавладан је остао 12 пута. У сезони 2016-17 забележио је 27 наступа, оставши несавладан 9 пута.
У сезони 2017-18, постао је први голман који је остао несавладан у првих 5 кола Бундеслиге.

## Репрезентативна каријера
Роман Бирки је играо за репрезентацију Швајцарске до 21 године на Европском првенству 2011. године. 
За сениорску репрезентацију је позван 2014. године и учествовао је на Светском фудбалском првеснтву у Бразилу. Дебитовао је 18. новембра 2014. у пријатељској утакмици против Пољске. Увршћен је на шири списак репрезентације за Светско првенство у Русији.
Бурки је одбио позив, јер је желео да се посвети предстојећој сезони у Бундеслиги.

## Статистика током каријере

### Клуб
Ажурирано 9. новембра 2019. 
| Клубски наступи          | Клубски наступи   | Клубски наступи        | Лига    | Лига   | Куп            | Куп            | Континентално | Континентално | Остало  | Остало | Укупно  | Укупно | Укупно |
| Клуб                     | Лига              | Сезона                 | Наступи | Голови | Наступи        | Голови         | Наступи       | Голови        | Наступи | Голови | Наступи | Голови |        |
| Швајцарска               | Швајцарска        | Швајцарска             | Лига    | Лига   | Швајцарски куп | Швајцарски куп | Европа        | Европа        | Oстало  | Oстало | Укупно  | Укупно |        |
| ------------------------ | ----------------- | ---------------------- | ------- | ------ | -------------- | -------------- | ------------- | ------------- | ------- | ------ | ------- | ------ | ------ |
| ФК Тун (позајмица)       | 2009–10           | Швајцарска челенџ лига | 4       | 0      | 2              | 0              | –             | –             | –       | –      | 6       | 0      |        |
| ФК Шафхаузен (позајмица) | 2009–10           | Швајцарска челенџ лига | 9       | 0      | 0              | 0              | –             | –             | –       | –      | 9       | 0      |        |
| ФК Јанг Бојс             | 2010–11           | Швајцарска супер лига  | 2       | 0      | 0              | 0              | 2             | 0             | –       | –      | 4       | 0      |        |
| ФК Грасхопер (позајмица) | 2010–11           | Швајцарска супер лига  | 11      | 0      | 0              | 0              | 0             | 0             | –       | –      | 11      | 0      |        |
| ФК Грасхопер (позајмица) | 2011–12           | Швајцарска супер лига  | 31      | 0      | 0              | 0              | –             | –             | –       | –      | 31      | 0      |        |
| ФК Грасхопер (позајмица) | 2012–13           | Швајцарска супер лига  | 34      | 0      | 4              | 0              | –             | –             | –       | –      | 38      | 0      |        |
| ФК Грасхопер             | 2013–14           | Швајцарска супер лига  | 34      | 0      | 3              | 0              | 4             | 0             | –       | –      | 41      | 0      |        |
| Укупно                   | Укупно            | Укупно                 | 125     | 0      | 9              | 0              | 6             | 0             | 0       | 0      | 140     | 0      |        |
| Немачка                  | Немачка           | Немачка                | Лига    | Лига   | ДФБ-Покал      | ДФБ-Покал      | Европа        | Европа        | Остало  | Остало | Укупно  | Укупно |        |
| ФК Фрајбург              | 2014–15           | Бундеслига             | 34      | 0      | 2              | 0              | –             | –             | –       | –      | 36      | 0      |        |
| ФК Борусија Дортмунд     | 2015–16           | Бундеслига             | 33      | 0      | 6              | 0              | 3             | 0             | –       | –      | 42      | 0      |        |
| ФК Борусија Дортмунд     | 2016–17           | Бундеслига             | 27      | 0      | 4              | 0              | 8             | 0             | 1       | 0      | 40      | 0      |        |
| ФК Борусија Дортмунд     | 2017–18           | Бундеслига             | 33      | 0      | 3              | 0              | 10            | 0             | 1       | 0      | 47      | 0      |        |
| ФК Борусија Дортмунд     | 2018–19           | Бундеслига             | 32      | 0      | 1              | 0              | 7             | 0             | –       | –      | 40      | 0      |        |
| ФК Борусија Дортмунд     | 2019–20           | Бундеслига             | 22      | 0      | 1              | 0              | 7             | 0             | –       | –      | 30      | 0      |        |
| Укупно                   | Укупно            | Укупно                 | 133     | 0      | 16             | 0              | 32            | 0             | 2       | 0      | 217     | 0      |        |
| Укупно у каријери        | Укупно у каријери | Укупно у каријери      | 292     | 0      | 25             | 0              | 38            | 0             | 2       | 0      | 357     | 0      |        |

1. ↑  Рачунајући и ДФБ-Суперкуп и ФИФА клупско светско првенство мечеве.

### Репрезентација
Ажурирано 22. јун 2018. 
| Швајцарска | Швајцарска | Швајцарска |
| Година     | Наступи    | Голови     |
| ---------- | ---------- | ---------- |
| 2014       | 1          | 0          |
| 2015       | 3          | 0          |
| 2016       | 2          | 0          |
| 2017       | 1          | 0          |
| 2018       | 2          | 0          |
| Total      | 9          | 0          |

## Највећи успеси
ФК Грасхопер
- Фудбалски куп Швајцарске: 2012/13.

Борусија Дортмунд
- Куп Немачке: 2016/17, 2020/21.
- Суперкуп Немачке: 2019.